# Pain (Of Mice & Men)
Pain è un singolo del gruppo musicale statunitense Of Mice & Men, il primo estratto dal loro quarto album in studio Cold World, pubblicato il 27 giugno 2016.

## La canzone
Il testo di Pain fa principalmente riferimento all'esperienza del cantante Austin Carlile con la sindrome di Marfan che lo affligge sin da ragazzo e del dolore che vi è nel mondo. Parlando del brano ad Alternative Press, ha infatti detto:

## Video musicale
Il video ufficiale del brano, pubblicato insieme al singolo, è stato diretto da Mark Lediard.

## Tracce
Testi e musiche di Austin Carlile, Alan Ashby e Aaron Pauley.
1. Pain – 3:43

## Classifiche
| Classifica (2016)               | Posizione massima |
| ------------------------------- | ----------------- |
| Stati Uniti (hard rock digital) | 11                |